# Stor-Pers sjö
Stor-Pers sjö är en sjö i Borlänge kommun i Dalarna och ingår i Dalälvens huvudavrinningsområde.